# Zuid-Korea op het wereldkampioenschap voetbal 2018
Zuid-Korea is een van de deelnemende landen aan het Wereldkampioenschap voetbal 2018 in Rusland. Het is de tiende deelname voor het land. Zuid-Korea werd uitgeschakeld in de groepsfase.

## Kwalificatie

### Tweede ronde

#### Groep G
| Land       | Wed | Win | Gel | Ver | DV | DT | +/− | Pnt |
| ---------- | --- | --- | --- | --- | -- | -- | --- | --- |
| Zuid-Korea | 8   | 8   | 0   | 0   | 27 | 0  | +27 | 24  |
| Libanon    | 8   | 3   | 2   | 3   | 12 | 6  | +6  | 11  |
| Koeweit    | 8   | 3   | 1   | 4   | 12 | 10 | +2  | 10  |
| Myanmar    | 8   | 2   | 2   | 4   | 9  | 21 | –12 | 8   |
| Laos       | 8   | 1   | 1   | 6   | 6  | 29 | –23 | 4   |

#### Wedstrijden
|                          |         |                                    |            |                                                                                                 |
| 16 juni 2015 19:00 UTC+7 | Myanmar | 0 − 2                              | Zuid-Korea | Rajamangala Stadium, Bangkok (Thailand) Toeschouwers: 1.090 Scheidsrechter: Ahmed Al-Kaf (Oman) |
| 16 juni 2015 19:00 UTC+7 |         | 35' Lee Jae-sung 67' Son Heung-min |            | Rajamangala Stadium, Bangkok (Thailand) Toeschouwers: 1.090 Scheidsrechter: Ahmed Al-Kaf (Oman) |

|                              | |       |      |                                                                                    |
| 3 september 2015 20:00 UTC+9 | Zuid-Korea                                                                                               | 8 − 0 | Laos | Hwaseongstadion, Hwaseong Toeschouwers: 30.205 Scheidsrechter: Jumpei Iida (Japan) |
| 3 september 2015 20:00 UTC+9 | Lee Chung-yong 9' Son Heung-min 12', 74', 89' Kwon Chang-hoon 30', 75' Suk Hyun-jun 58' Lee Jae-sung 90' |       |      | Hwaseongstadion, Hwaseong Toeschouwers: 30.205 Scheidsrechter: Jumpei Iida (Japan) |

|                              |         |                                                               |            | |
| 8 september 2015 17:00 UTC+3 | Libanon | 0 − 3                                                         | Zuid-Korea | Internationaal Saidastadion, Sidon Toeschouwers: 5.500 Scheidsrechter: Dmitriy Mashentsev (Kirgizië) |
| 8 september 2015 17:00 UTC+3 |         | 22' (pen.) Jang Hyun-soo 26' (e.d.) Hamam 60' Kwon Chang-hoon |            | Internationaal Saidastadion, Sidon Toeschouwers: 5.500 Scheidsrechter: Dmitriy Mashentsev (Kirgizië) |

|                            |         |                  |            |                                                                                            |
| 8 oktober 2015 17:55 UTC+3 | Koeweit | 0 − 1            | Zuid-Korea | Al Kuwaitstadion, Koeweit-Stad Toeschouwers: 12.350 Scheidsrechter: Alireza Faghani (Iran) |
| 8 oktober 2015 17:55 UTC+3 |         | 12' Koo Ja-cheol |            | Al Kuwaitstadion, Koeweit-Stad Toeschouwers: 12.350 Scheidsrechter: Alireza Faghani (Iran) |

|                              |                                                                     |       |         |                                                                                            |
| 12 november 2015 20:00 UTC+9 | Zuid-Korea                                                          | 4 − 0 | Myanmar | Suwon World Cupstadion, Suwon Toeschouwers: 24.270 Scheidsrechter: Khamis Al Marri (Qatar) |
| 12 november 2015 20:00 UTC+9 | Lee Jae-sung 18' Koo Ja-cheol 30' Jang Hyun-soo 82' Nam Tae-hee 86' |       |         | Suwon World Cupstadion, Suwon Toeschouwers: 24.270 Scheidsrechter: Khamis Al Marri (Qatar) |

|                              |      |                                                                      |            | |
| 17 november 2015 19:00 UTC+7 | Laos | 0 − 5                                                                | Zuid-Korea | New Laos National Stadium, Vientiane Toeschouwers: 3.000 Scheidsrechter: Turki Alkhudhayr (Saoedi-Arabië) |
| 17 november 2015 19:00 UTC+7 |      | 3' (pen.), 33' Ki Sung-yueng 35', 67' Son Heung-min 43' Suk Hyun-jun |            | New Laos National Stadium, Vientiane Toeschouwers: 3.000 Scheidsrechter: Turki Alkhudhayr (Saoedi-Arabië) |

|                           |                       |       |         |                                                                              |
| 24 maart 2016 20:00 UTC+9 | Zuid-Korea            | 1 − 0 | Libanon | Ansan Wa~stadion, Ansan Toeschouwers: 30.532 Scheidsrechter: Ma Ning (China) |
| 24 maart 2016 20:00 UTC+9 | Lee Jeong-hyeop 90+3' |       |         | Ansan Wa~stadion, Ansan Toeschouwers: 30.532 Scheidsrechter: Ma Ning (China) |

|               |            |       |         |  |
| Niet gespeeld | Zuid-Korea | 3 − 0 | Koeweit |  |
| Niet gespeeld |            |       |         |  |

### Derde ronde

#### Groep A
| Geplaatst voor de WK-eindronde (nrs. 1 en 2) |
| Play-offs tegen nummer 3 groep A             |
| Uitgeschakeld voor de WK-eindronde           |

| Stand \| Nr. \| Land \| GW \| W \| G \| V \| DV \| DT \| DS \| Ptn \| \| --- \| ----------- \| -- \| - \| - \| - \| -- \| -- \| -- \| --- \| \| 1 \| Iran \| 10 \| 7 \| 3 \| 0 \| 10 \| 2 \| +8 \| 24 \| \| 2 \| Zuid-Korea \| 10 \| 4 \| 3 \| 3 \| 11 \| 10 \| +1 \| 15 \| \| 3 \| Syrië \| 10 \| 3 \| 4 \| 3 \| 9 \| 8 \| +1 \| 13 \| \| 4 \| Oezbekistan \| 10 \| 4 \| 1 \| 5 \| 6 \| 7 \| –1 \| 13 \| \| 5 \| China \| 10 \| 3 \| 3 \| 4 \| 8 \| 10 \| −2 \| 12 \| \| 6 \| Qatar \| 10 \| 2 \| 1 \| 7 \| 8 \| 15 \| −7 \| 7 \| |             |    |   |   |   |    |    |    |     |
| Nr. | Land        | GW | W | G | V | DV | DT | DS | Ptn |
| 1 | Iran        | 10 | 7 | 3 | 0 | 10 | 2  | +8 | 24  |
| 2 | Zuid-Korea  | 10 | 4 | 3 | 3 | 11 | 10 | +1 | 15  |
| 3 | Syrië       | 10 | 3 | 4 | 3 | 9  | 8  | +1 | 13  |
| 4 | Oezbekistan | 10 | 4 | 1 | 5 | 6  | 7  | –1 | 13  |
| 5 | China       | 10 | 3 | 3 | 4 | 8  | 10 | −2 | 12  |
| 6 | Qatar       | 10 | 2 | 1 | 7 | 8  | 15 | −7 | 7   |

#### Wedstrijden
|                              |                                                          |       |                           | |
| 1 september 2016 20:00 UTC+9 | Zuid-Korea                                               | 3 − 2 | China                     | Seoul World Cupstadion, Seoel Toeschouwers: 51.238 Scheidsrechter: Mohammed Abdulla Mohamed (Verenigde Arabische Emiraten) |
| 1 september 2016 20:00 UTC+9 | Zheng Zhi 20' (e.d.) Lee Chung-yong 62' Koo Ja-cheol 66' |       | 73' Yu Hai 76' Hao Junmin | Seoul World Cupstadion, Seoel Toeschouwers: 51.238 Scheidsrechter: Mohammed Abdulla Mohamed (Verenigde Arabische Emiraten) |

|                              |       |       |            | |
| 6 september 2016 20:00 UTC+8 | Syrië | 0 − 0 | Zuid-Korea | Tuanku Abdul Rahman Stadion, Seremban (Maleisië) Toeschouwers: 4.350 Scheidsrechter: Chris Beath (Australië) |
| 6 september 2016 20:00 UTC+8 |       |       |            | Tuanku Abdul Rahman Stadion, Seremban (Maleisië) Toeschouwers: 4.350 Scheidsrechter: Chris Beath (Australië) |

|                            |                                                     |       |                                | |
| 6 oktober 2016 20:00 UTC+9 | Zuid-Korea                                          | 3 − 2 | Qatar                          | Suwon World Cupstadion, Suwon Toeschouwers: 32.550 Scheidsrechter: Mohd Amirul Izwan Yaacob (Maleisië) |
| 6 oktober 2016 20:00 UTC+9 | Ki Sung-yueng 11' Ji Dong-won 56' Son Heung-min 58' |       | 16' (pen.) Al-Haidos 45' Soria | Suwon World Cupstadion, Suwon Toeschouwers: 32.550 Scheidsrechter: Mohd Amirul Izwan Yaacob (Maleisië) |

|                                |            |       |            |                                                                               |
| 11 oktober 2016 18:15 UTC+3:30 | Iran       | 1 − 0 | Zuid-Korea | Azadistadion, Teheran Toeschouwers: 75.800 Scheidsrechter: Ryuji Sato (Japan) |
| 11 oktober 2016 18:15 UTC+3:30 | Azmoun 25' |       |            | Azadistadion, Teheran Toeschouwers: 75.800 Scheidsrechter: Ryuji Sato (Japan) |

|                              |                                  |       |             | |
| 15 november 2016 20:00 UTC+9 | Zuid-Korea                       | 2 − 1 | Oezbekistan | Seoul World Cupstadion, Seoel Toeschouwers: 30.526 Scheidsrechter: Fahad Al-Mirdasi (Saoedi-Arabië) |
| 15 november 2016 20:00 UTC+9 | Nam Tae-hee 67' Koo Ja-cheol 85' |       | 25' Bikmaev | Seoul World Cupstadion, Seoel Toeschouwers: 30.526 Scheidsrechter: Fahad Al-Mirdasi (Saoedi-Arabië) |

|                           |              |       |            |                                                                                       |
| 23 maart 2017 19:35 UTC+8 | China        | 1 − 0 | Zuid-Korea | Helong Stadium, Changsha Toeschouwers: 30.950 Scheidsrechter: Peter Green (Australië) |
| 23 maart 2017 19:35 UTC+8 | Yu Dabao 34' |       |            | Helong Stadium, Changsha Toeschouwers: 30.950 Scheidsrechter: Peter Green (Australië) |

|                           |                  |       |       |                                                                                               |
| 28 maart 2017 20:00 UTC+9 | Zuid-Korea       | 1 − 0 | Syrië | Seoul World Cupstadion, Seoel Toeschouwers: 30.352 Scheidsrechter: Adham Makhadmeh (Jordanië) |
| 28 maart 2017 20:00 UTC+9 | Hong Jeong-ho 4' |       |       | Seoul World Cupstadion, Seoel Toeschouwers: 30.352 Scheidsrechter: Adham Makhadmeh (Jordanië) |

|                          |                              |       |                                      | |
| 13 juni 2017 22:00 UTC+3 | Qatar                        | 3 − 2 | Zuid-Korea                           | Jassim Bin Hamad Stadium, Doha Toeschouwers: 5.373 Scheidsrechter: Hettikankanamge Dilan Perera (Sri Lanka) |
| 13 juni 2017 22:00 UTC+3 | Al-Haidos 25', 74' Akram 51' |       | 62' Ki Sung-yueng 70' Hwang Hee-chan | Jassim Bin Hamad Stadium, Doha Toeschouwers: 5.373 Scheidsrechter: Hettikankanamge Dilan Perera (Sri Lanka) |

|                              |            |       |      |                                                                                            |
| 31 augustus 2017 21:00 UTC+9 | Zuid-Korea | 0 − 0 | Iran | Seoul World Cupstadion, Seoel Toeschouwers: 63.124 Scheidsrechter: Peter Green (Australië) |
| 31 augustus 2017 21:00 UTC+9 |            |       |      | Seoul World Cupstadion, Seoel Toeschouwers: 63.124 Scheidsrechter: Peter Green (Australië) |

|                              |             |       |            |                                                                                            |
| 5 september 2017 20:00 UTC+5 | Oezbekistan | 0 − 0 | Zuid-Korea | Bunyodkor Stadium, Tasjkent Toeschouwers: 34.000 Scheidsrechter: Muhammad Taqi (Singapore) |
| 5 september 2017 20:00 UTC+5 |             |       |            | Bunyodkor Stadium, Tasjkent Toeschouwers: 34.000 Scheidsrechter: Muhammad Taqi (Singapore) |

## WK-voorbereiding

### Wedstrijden
|                                                 |                                                                    |       |                                      |                                                                                  |
| 7 oktober 2017 «onderlinge duels» 17:00 (UTC+3) | Rusland                                                            | 4 – 2 | Zuid-Korea                           | VEB Arena, Moskou Toeschouwers: 24.200 Scheidsrechter: Viktor Kassai (Hongarije) |
| 7 oktober 2017 «onderlinge duels» 17:00 (UTC+3) | Smolov 44' Kim Ju-young 55' (e.d.), 57' (e.d.) Al. Mirantsjoek 83' |       | 87' Kwon Kyung-won 90+3' Ji Dong-won | VEB Arena, Moskou Toeschouwers: 24.200 Scheidsrechter: Viktor Kassai (Hongarije) |

|                                                  |                          |       |                            | |
| 10 oktober 2017 «onderlinge duels» 15:30 (UTC+2) | Zuid-Korea               | 1 – 3 | Marokko                    | Tissot Arena, Biel/Bienne (Zwitserland) Toeschouwers: 2.000 Scheidsrechter: Alain Bieri (Zwitserland) |
| 10 oktober 2017 «onderlinge duels» 15:30 (UTC+2) | Son Heung-min 66' (pen.) |       | 7', 11' Tannane 46' Haddad | Tissot Arena, Biel/Bienne (Zwitserland) Toeschouwers: 2.000 Scheidsrechter: Alain Bieri (Zwitserland) |

|                                                   |                        |       |               |                                                                                            |
| 10 november 2017 «onderlinge duels» 12:00 (UTC+1) | Zuid-Korea             | 2 – 1 | Colombia      | Suwon World Cupstadion, Suwon Toeschouwers: 29.750 Scheidsrechter: Chris Beath (Australië) |
| 10 november 2017 «onderlinge duels» 12:00 (UTC+1) | Son Heung-min 11', 61' |       | 76' C. Zapata | Suwon World Cupstadion, Suwon Toeschouwers: 29.750 Scheidsrechter: Chris Beath (Australië) |

|                                                   |                         |       |            |                                                                                |
| 14 november 2017 «onderlinge duels» 21:00 (UTC+9) | Zuid-Korea              | 1 – 1 | Servië     | Ulsan Munsustadion, Ulsan Toeschouwers: 30.560 Scheidsrechter: Ma Ning (China) |
| 14 november 2017 «onderlinge duels» 21:00 (UTC+9) | Koo Ja-cheol 63' (pen.) |       | 59' Ljajić | Ulsan Munsustadion, Ulsan Toeschouwers: 30.560 Scheidsrechter: Ma Ning (China) |

|                                                  |                   |       |          |                                                                                              |
| 27 januari 2018 «onderlinge duels» 16:00 (UTC+3) | Zuid-Korea        | 1 – 0 | Moldavië | Mardan Stadium, Antalya (Turkije) Toeschouwers: 1.000 Scheidsrechter: Alper Ulusoy (Turkije) |
| 27 januari 2018 «onderlinge duels» 16:00 (UTC+3) | Kim Shin-wook 67' |       |          | Mardan Stadium, Antalya (Turkije) Toeschouwers: 1.000 Scheidsrechter: Alper Ulusoy (Turkije) |

|                                                  |                        |       |                     |                                                                                            |
| 30 januari 2018 «onderlinge duels» 14:00 (UTC+3) | Zuid-Korea             | 2 – 2 | Jamaica             | Mardan Stadium, Antalya (Turkije) Toeschouwers: 100 Scheidsrechter: Alper Ulusoy (Turkije) |
| 30 januari 2018 «onderlinge duels» 14:00 (UTC+3) | Kim Shin-wook 55', 63' |       | 4' Kelly 72' Foster | Mardan Stadium, Antalya (Turkije) Toeschouwers: 100 Scheidsrechter: Alper Ulusoy (Turkije) |

|                                                  |                   |       |         |                                                                                            |
| 3 februari 2018 «onderlinge duels» 17:30 (UTC+3) | Zuid-Korea        | 1 – 0 | Letland | Mardan Stadium, Antalya (Turkije) Toeschouwers: nb Scheidsrechter: Ali Palabıyık (Turkije) |
| 3 februari 2018 «onderlinge duels» 17:30 (UTC+3) | Kim Shin-wook 33' |       |         | Mardan Stadium, Antalya (Turkije) Toeschouwers: nb Scheidsrechter: Ali Palabıyık (Turkije) |

|                                                |                                  |       |                    |                                                                                      |
| 24 maart 2018 «onderlinge duels» 15:00 (UTC+1) | Noord-Ierland                    | 2 – 1 | Zuid-Korea         | Windsor Park, Belfast Toeschouwers: 18.103 Scheidsrechter: Robert Madden (Schotland) |
| 24 maart 2018 «onderlinge duels» 15:00 (UTC+1) | Kim Min-jae 20' (e.d.) Smyth 86' |       | 7' Kwon Chang-hoon | Windsor Park, Belfast Toeschouwers: 18.103 Scheidsrechter: Robert Madden (Schotland) |

|                                                |                                              |       |                         |                                                                |
| 27 maart 2018 «onderlinge duels» 20:45 (UTC+2) | Polen                                        | 3 – 2 | Zuid-Korea              | Śląskistadion, Chorzów Scheidsrechter: Tore Hansen (Noorwegen) |
| 27 maart 2018 «onderlinge duels» 20:45 (UTC+2) | Lewandowski 32' Grosicki 45' Zieliński 90+2' |       | 85' Lee C.-M. 87' Hwang | Śląskistadion, Chorzów Scheidsrechter: Tore Hansen (Noorwegen) |

|                                              |                                     |       |          |                                                                               |
| 28 mei 2018 «onderlinge duels» 20:00 (UTC+9) | Zuid-Korea                          | 2 – 0 | Honduras | Daegustadion, Daegu Toeschouwers: nnb Scheidsrechter: Hiroyuki Kimura (Japan) |
| 28 mei 2018 «onderlinge duels» 20:00 (UTC+9) | Son Heung-min 60' Moon Seon-min 72' |       |          | Daegustadion, Daegu Toeschouwers: nnb Scheidsrechter: Hiroyuki Kimura (Japan) |

|                                              |                  |       |                       |                                                                                           |
| 1 juni 2018 «onderlinge duels» 20:00 (UTC+9) | Zuid-Korea       | 1 – 3 | Bosnië en Herzegovina | Jeonju World Cupstadion, Jeonju Toeschouwers: nnb Scheidsrechter: Peter Green (Australië) |
| 1 juni 2018 «onderlinge duels» 20:00 (UTC+9) | Lee Jae-sung 30' |       | 28', 45+1', 79' Višća | Jeonju World Cupstadion, Jeonju Toeschouwers: nnb Scheidsrechter: Peter Green (Australië) |

|                                              |            |       |         | |
| 7 juni 2018 «onderlinge duels» 14:10 (UTC+2) | Zuid-Korea | 0 – 0 | Bolivia | Tivoli Neu, Innsbruck (Oostenrijk) Toeschouwers: 500 Scheidsrechter: Robert Schörgenhofer (Oostenrijk) |
| 7 juni 2018 «onderlinge duels» 14:10 (UTC+2) |            |       |         | Tivoli Neu, Innsbruck (Oostenrijk) Toeschouwers: 500 Scheidsrechter: Robert Schörgenhofer (Oostenrijk) |

|                                               |                                               |       |            |                                                                                   |
| 11 juni 2018 «onderlinge duels» 15:30 (UTC+2) | Senegal                                       | 2 – 0 | Zuid-Korea | Untersberg-Arena, Grödig (Oostenrijk) Scheidsrechter: Harald Lechner (Oostenrijk) |
| 11 juni 2018 «onderlinge duels» 15:30 (UTC+2) | Kim Young-gwon 67' (e.d.) Konaté 90+1' (pen.) |       |            | Untersberg-Arena, Grödig (Oostenrijk) Scheidsrechter: Harald Lechner (Oostenrijk) |

## Het Wereldkampioenschap
Op 1 december 2017 werd er geloot voor de groepsfase van het wereldkampioenschap voetbal 2018. Zuid-Korea werd samen met Duitsland, Mexico en Zweden ondergebracht in groep F, en kreeg daardoor Nizjni Novgorod, Rostov aan de Don en Kazan als speelsteden.

### Wedstrijden

#### Groepsfase
| Nr. | Land       | GW | W | G | V | DV | DT | DS | Ptn |
| --- | ---------- | -- | - | - | - | -- | -- | -- | --- |
| 1   | Zweden     | 3  | 2 | 0 | 1 | 5  | 2  | +3 | 6   |
| 2   | Mexico     | 3  | 2 | 0 | 1 | 3  | 4  | −1 | 6   |
| 3   | Zuid-Korea | 3  | 1 | 0 | 2 | 3  | 3  | 0  | 3   |
| 4   | Duitsland  | 3  | 1 | 0 | 2 | 2  | 4  | −2 | 3   |

|                                               |                      |       |            |                                                                                   |
| 18 juni 2018 «onderlinge duels» 15:00 (UTC+3) | Zweden               | 1 – 0 | Zuid-Korea | Strelkastadion, Nizjni Novgorod Toeschouwers: 42.300 Scheidsrechter: Joel Aguilar |
| 18 juni 2018 «onderlinge duels» 15:00 (UTC+3) | Granqvist 65' (pen.) |       |            | Strelkastadion, Nizjni Novgorod Toeschouwers: 42.300 Scheidsrechter: Joel Aguilar |

|                                               |            |       |                               |                                                                                    |
| 23 juni 2018 «onderlinge duels» 21:00 (UTC+3) | Zuid-Korea | 1 – 2 | Mexico                        | Rostov Arena, Rostov aan de Don Toeschouwers: 43.472 Scheidsrechter: Milorad Mažić |
| 23 juni 2018 «onderlinge duels» 21:00 (UTC+3) | Son 90+3'  |       | 26' (pen.) Vela 66' Hernández | Rostov Arena, Rostov aan de Don Toeschouwers: 43.472 Scheidsrechter: Milorad Mažić |

|                                               |                                          |       |           |                                                                     |
| 27 juni 2018 «onderlinge duels» 17:00 (UTC+3) | Zuid-Korea                               | 2 – 0 | Duitsland | Kazan Arena, Kazan Toeschouwers: 41.385 Scheidsrechter: Mark Geiger |
| 27 juni 2018 «onderlinge duels» 17:00 (UTC+3) | Kim Young-gwon 90+2' Son Heung-min 90+6' |       |           | Kazan Arena, Kazan Toeschouwers: 41.385 Scheidsrechter: Mark Geiger |

KFA · A-internationals · Selecties · Bondscoaches · Zuid-Koreaans vrouwenelftal · Olympisch elftal · Zuid-Korea U21 · Zuid-Korea U20 · Zuid-Korea U19 · Zuid-Korea U18 · Zuid-Korea U17
1940 – 1949 ·
1950 – 1959 ·
1960 – 1969 ·
1970 – 1979 ·
1980 – 1989 ·
1990 – 1999 ·
2000 – 2009 ·
2010 – 2019 ·
2020 − 2029
WK 1954 · 
WK 1986 · 
WK 1990 · 
WK 1994 · 
WK 1998 · 
WK 2002 · 
WK 2006 · 
WK 2010 · 
WK 2014 · 
WK 2018
OS 1948 ·
OS 1964 ·
OS 1988 ·
OS 1992 ·
OS 1996 ·
OS 2000 ·
OS 2004 ·
OS 2008 ·
OS 2012 ·
OS 2016 ·
OS 2020
1948 ·
1949 ·
1950 · 
1951 · 1952 · 
1953 · 
1954 · 
1955 · 
1956 · 
1957 · 
1958 · 
1959 ·
1960 · 
1961 · 
1962 · 
1963 · 
1964 · 
1965 · 
1966 · 
1967 · 
1968 · 
1969 ·
1970 · 
1971 · 
1972 · 
1973 · 
1974 · 
1975 · 
1976 · 
1977 · 
1978 · 
1979 ·
1980 · 
1981 · 
1982 · 
1983 · 
1984 · 
1985 · 
1986 · 
1987 · 
1988 · 
1989 ·
1990 ·
1991 · 
1992 · 
1993 · 
1994 · 
1995 · 
1996 · 
1997 · 
1998 · 
1999 · 
2000 · 
2001 · 
2002 · 
2003 · 
2004 · 
2005 · 
2006 · 
2007 · 
2008 · 
2009 · 
2010 · 
2011 ·
2012 ·
2013 ·
2014 ·
2015 ·
2016 ·
2017 ·
2018 ·
2019 ·
2020 ·
2021 ·
2022 ·
2023 ·
2024
Afghanistan ·
Algerije ·
Angola ·
Argentinië ·
Australië ·
Bahrein ·
Bangladesh ·
België ·
Bolivia ·
Bosnië en Herzegovina ·
Brazilië ·
Brunei ·
Bulgarije ·
Burkina Faso ·
Cambodja ·
Canada ·
Chili ·
China ·
Colombia ·
Costa Rica ·
Cuba ·
Denemarken ·
Duitsland ·
Ecuador ·
Egypte ·
El Salvador ·
Engeland ·
Filipijnen ·
Finland ·
Frankrijk ·
Georgië ·
Ghana ·
Griekenland ·
Guam ·
Guatemala ·
Haïti ·
Honduras ·
Hongarije ·
Hongkong ·
IJsland ·
India ·
Indonesië ·
Irak ·
Iran ·
Israël ·
Italië ·
Ivoorkust ·
Jamaica ·
Japan ·
Jemen ·
Joegoslavië ·
Jordanië ·
Kameroen ·
Kazachstan ·
Kenia ·
Kirgizië ·
Koeweit ·
Kroatië ·
Laos ·
Letland ·
Libanon ·
Libië ·
Luxemburg ·
Macau ·
Malediven ·
Maleisië ·
Mali ·
Malta ·
Marokko ·
Mexico ·
Moldavië ·
Mongolië ·
Myanmar ·
Nederland ·
Nepal ·
Nieuw-Zeeland ·
Nigeria ·
Noord-Ierland ·
Noord-Korea ·
Noord-Macedonië ·
Noorwegen ·
Oekraïne ·
Oezbekistan ·
Oman ·
Pakistan ·
Palestina ·
Panama ·
Paraguay ·
Peru ·
Polen ·
Portugal ·
Qatar ·
Roemenië ·
Rusland ·
Saoedi-Arabië ·
Schotland ·
Senegal ·
Servië ·
Servië en Montenegro ·
Singapore ·
Slowakije ·
Soedan ·
Spanje ·
Sri Lanka ·
Syrië ·
Tadzjikistan ·
Taiwan ·
Thailand ·
Togo ·
Trinidad en Tobago ·
Tsjechië ·
Tunesië ·
Turkije ·
Turkmenistan ·
Uruguay ·
Venezuela ·
Verenigde Arabische Emiraten ·
Verenigde Staten ·
Vietnam ·
Wales ·
Wit-Rusland ·
Zambia ·
Zuid-Jemen ·
Zuid-Vietnam ·
Zweden ·
Zwitserland
Algerije (2014) · 
Australië (2015, 2) ·
België (2014) · 
Duitsland (2018) · 
Frankrijk (2006) · 
Griekenland (2010) ·
Mexico (2018) ·
Nigeria (2010) · 
Portugal (2022) · 
Rusland (2014) · 
Togo (2006) · 
Zweden (2018) ·
Zwitserland (2006)